# Bakery
Bakery fue una banda australiana de rock progresivo y hard rock formada en 1970 en la ciudad de Perth. La alineación original consistía en Hank Davis en la batería, Mal Logan en los teclados, Eddie McDonald en el bajo, Peter Walker en la guitarra y John Worrall en la flauta y la voz. Lanzaron dos álbumes bajo el sello Astor Records, Rock Mass for Love (1971) y Momento (1972) y obtuvieron un hit local con "No Dying in the Dark". Bakery apareció en el Festival Sunbury en enero de 1973 y se separó a mediados de 1975.

## Miembros
- Hank Davis – batería, voz (1970–1975)
- Mal Logan – teclados (1970)
- Eddie McDonald – bajo (1970–1972)
- Peter Walker – guitarra, voz (1970–1975)
- John Worrall –voz, flauta (1970)
- Rex Bullen – teclados (1970–1972)
- Tom Davidson – voz (1970–1971)
- Mark Verschuer – voz (1971–1972)
- Steve Hogg – bajo, voz (1972–1975)
- Peter Ewing – órgano, voz (1972–1975)
- Barry Leef – voz (1972–1975)
- Phil Lawson – bajo (1973)
- Jackie Orszaczky – bajo (1973–1975)

## Discografía

### Estudio
- Rock Mass for Love (1971)
- Momento (1972)

### Sencillos
- "Bloodsucker" (1971)
- "No Dying in the Dark" (1971)